# Psephotellus chrysopterygius
El perico aligualdo (Psephotellus chrysopterygius) es una especie de ave psitaciforme de la familia Psittaculidae endémica de Australia. Solo habita en zonas reducidas de la península del Cabo York y está en peligro de extinción. Este perico tiene la rara costumbre de anidar en cavidades excavadas en los termiteros, fue llevado casi a la extinción por la masiva recolección de sus polluelos de los nido.